# Republic XP-69
Le Republic XP-69 est un prototype de chasseur de haute altitude envisagé en 1940 par Alexander Kartveli comme successeur de son chasseur-bombardier P-47 Thunderbolt qui venait d’entrer en service dans l’United States Army Air Forces (USAAF).